# 普羅維登斯灣
68°19′S 66°47′W / 68.317°S 66.783°W
普羅維登斯灣（英語：Providence Cove）是南極洲的海灣，位於葛拉漢地的法利埃海岸，處於內尼港東南端，在1936年由英國探險隊測量，現時由南極條約體系管理。